# Джордж Фіцморіс
Джордж Фіцморіс (англ. George Fitzmaurice; 13 лютого 1885, Париж — 13 червня 1940, Лос-Анджелес) — американський продюсер і режисер. Поставив понад 80 фільмів, в тому числі деякі мали великий успіх: «Син шейха» з Рудольфо Валентино і «Мата Харі» з Гретою Гарбо в 1931 році.

## Фільмографія
- 1923 — Вічне місто
- 1926 — Син шейха
- 1928 — Зазивало
- 1929 — Закриті двері
- 1927 — Ніч кохання
- 1929 — Тигрова троянда
- 1930 — Лотерея
- 1930 — Поганець
- 1931 — Незнайомці можуть поцілуватися
- 1931 — Мата Харі
- 1937 — Кінець місіс Чейні